# Sumaca
Sumaca foi um barco de pesca tradicional usado ao longo da costa da Grã-Bretanha e da costa atlântica da América durante a maior parte do século XIX e, em pequeno número, até a Segunda Guerra Mundial. Muitos dos maiores sumacas eram originalmente barcos à vela com roçadeira até cerca de 1865, quando os sumacas se tornaram tão grandes que os mastros principais dos cortadores se tornaram inúteis. As Sumacas menores mantiveram o equipamento de corte do mastro (gaff). Os sumacas maiores foram alongados e reconstruíram ou modificaram o sistema de mastros, velas e cabos (re-rigged) e novos sumacas de dois mastros (ketch-rigged) foram construídos, mas os barcos variaram de porto para porto. Alguns barcos tinham uma vela de topo no mastro mizzen (mastro menor), enquanto outros tinham um bowsprit (mastro ou viga dianteira) carregando um jib (vela).
Um grande número de sumacas operavam em frotas de portos no Reino Unido, como Brixham, Grimsby e Lowestoft, bem como em locais ao longo do estuário do Tâmisa. Na Inglaterra, as velas eram de algodão branco até que ser aplicada uma camada de impermeabilização, geralmente depois que a vela tinha alguns anos de idade. Isso deu às velas sua cor vermelha ocre característica, o que as tornavam pitorescas.  Na década de 1950 os sumacas foram frequentemente reconstruídos em barcos a vapor.
Sumacas foram desenvolvidos para transportar lagostas vivas durante o final de 1700. Eles foram projetados para permitir que a água do mar circule em um tanque com furos.